# Sadni koreninar
Sadni koreninar (znanstveno ime Capnodis tenebrionis) je vrsta hrošča iz družine krasnikov, ki je škodljivec sadnega drevja.
Odrasli hrošči merijo od 2 do 3 cm, ličinka pa do 6 cm. Prezimijo odrasli hrošči. Samica v tla odloži med 200 in 600 jajčec. Ličinke se razvijajo med 12 in 24 mesecev, nato pa se zabubijo v koreninah ali deblu gostiteljskega drevesa.
Kljub temu, da gre za škodljivca, je sadni koreninar uvrščen na Seznam zavarovanih živalskih vrst v Sloveniji.